# Bäckdynlav
Bäckdynlav (Micarea vulpinaris) är en lavart som först beskrevs av William Nylander och fick sitt nu gällande namn av Lars-Erik Muhr. 
Bäckdynlav ingår i släktet Micarea och familjen Pilocarpaceae. Enligt den finländska rödlistan är arten starkt hotad i Finland. Arten är reproducerande i Sverige. Artens livsmiljö är bäckar.